# Söderbro, Ronneby
Söderbro är en betongbro över Ronnebyån i centrala Ronneby. Tidigare har bron även kallats för Fiskbron med dess anknytning till den historiska fiskenäringen i staden och Fisktorget, Ronneby dit kustens fiskare rodde sina blekingeekor för att sälja sin fångst till stadens invånare. Under 1970-talet revs den äldre bron i järn och trä och ersattes med dagens betongbro för att kunna få plats med den nya trafikmängden som flödade genom staden. Den gamla bron räckte helt enkelt inte till i vare sig storlek eller bärförmåga för de nya bilarna som skulle över Ronnebyån. Brons placering är i stort sett densamma som äldre tiders broar men brons mer exakta placering kan spåras tillbaka till 1860-talets stadsplan som upprättades efter stadsbranden 1864.  Området runt bron sammanfaller också med fornlämning RAÄ Ronneby 103:1 för en boplats från stenåldern. Söderbro har under 2000-talet fått ett ansiktslyft med räcken i en ny färgsättning i kulören "Ronnebygrönt" enligt Ronneby kommuns stadsmiljöprogram.